# Mike Miller (basket-ball)
Pour les articles homonymes, voir Mike Miller et Miller.
Michael Lloyd Miller, dit « Mike Miller » ou ”マイク•ミラー”, né le 19 février 1980 à Mitchell au Dakota du Sud, est un joueur américain de basket-ball évoluant aux postes d’arrière et d’ailier.              
Il a aussi travaillé quelque temps dans l'entreprise IMC, fondée par Yamada san. (source : みんなの日本語) 
Sélectionné en 5e position de la draft 2000 de la NBA par le Magic d'Orlando, Miller a été élu meilleur débutant de l’année en 2001 et meilleur 6e homme de la ligue en 2006.

## Carrière universitaire
Après une brillante carrière de lycéen qui lui vaut d’être élu deux fois meilleur joueur de l’année de l’État du Dakota du Sud, ainsi qu’une reconnaissance au niveau national, Mike Miller s’inscrit à l’Université de Floride. Il ne reste que deux années en NCAA, le temps pour lui d’emmener les Gators à une finale à quatre en 2000. Reconnu comme un des arrières les plus prometteurs du championnat universitaire, Miller décide d’anticiper son entrée chez les professionnels en s’inscrivant à la draft de 2000. En deux années passées en Floride, le jeune joueur a tourné à 13 points, 6 rebonds et 2,3 passes par match.

## Carrière en NBA

### Magic d'Orlando (2000-Fév.2003)
Inscrit au sein d’une promotion assez homogène, Mike Miller profite à plein des récents bons résultats des Gators. Le Magic d'Orlando le sélectionne en 5e position et l’inclut immédiatement dans son 5 majeur. Dès son année de rookie, Miller dispute la totalité des matches de son équipe dont 62 en tant que titulaire pour une moyenne de 29 minutes de présence sur le parquet par rencontre. Il participe aux côtés de Tracy McGrady et Grant Hill à la qualification de la franchise pour les playoffs. Ses 11,9 points, 4 rebonds et 1,7 passe par match font de lui le meilleur débutant de l’année.
Malgré 19 matches hors du terrain pour diverses blessures, Mike Miller progresse en 2001-02 au même rythme que l’équipe qui compte dans ses rangs deux anciennes gloires de la NBA : Patrick Ewing et Horace Grant. Le Magic se qualifie à nouveau pour les playoffs mais est battu dès le premier tour par les Hornets de Charlotte.

### Grizzlies de Memphis (Fév.2003-2008)
Au cours de la saison 2002-2003 et alors que Miller s’affirme de plus en plus comme un des leaders de l’équipe, les dirigeants de la franchise décident de l’inclure dans une opération d’échange : Miller débarque à Memphis avec Ryan Humphrey pendant que Drew Gooden et Gordan Giriček font le chemin inverse. Il ne dispute que 16 matches avec les Grizzlies mais s’affirme déjà comme la seconde option offensive derrière Pau Gasol. Alors que son ancienne franchise dispute pour la 3e année consécutive les phases finales, Miller et ses nouveaux coéquipiers terminent la saison sur un bilan de 28 victoires pour 54 défaites.
De nouveau gêné par de légères blessures, Miller ne dispute que 65 matches lors de la saison 2003-2004. Bénéficiant de l’apport de Bonzi Wells et de James Posey, les Grizzlies réalisent néanmoins une saison pleine. Avec 28 victoires de plus au compteur, la franchise se qualifie pour la première fois de son histoire pour les playoffs. Relativement constant en saison régulière, Miller, à l’image de l’ensemble de ses coéquipiers, déçoit lors du premier tour disputé face aux Spurs, champions en titre : il ne tourne qu’à 7,5 points, 3 rebonds et moins d’une passe par match tandis que les Grizzlies se font battre 4 victoires à 0.
Avec sensiblement le même effectif, Memphis attaque la saison 2004-2005 avec de grandes ambitions. Miller est à nouveau un des joueurs les plus utilisés avec près de 30 minutes disputées par match et s’impose comme un des joueurs les plus adroits de la ligue à 3 points avec 43,3 % de réussite. L’équipe, quant à elle, se qualifie pour la deuxième fois d’affilée pour les phases finales. Malgré des prestations plus conformes à ce qu’on attend de lui, Miller ne peut empêcher une nouvelle désillusion collective face aux Phoenix Suns, faciles vainqueurs 4 à 0.
Confirmant des choix déjà entrevus l’année précédente, Mike Fratello décide d’entamer les rencontres sans Miller. Sur les 74 parties qu’il dispute en cette saison 2005-2006, le numéro 33 n’en débute que 9 mais continue d’être un des joueurs les plus utilisés avec plus de 30 minutes jouées par match. Cette condition ne l’empêche d’ailleurs pas de réaliser une saison de tout premier ordre en compilant des moyennes de 13,7 points, 5,4 rebonds et 2,7 passes par rencontre. Il en profite au passage pour réaliser le premier triple double de sa carrière ainsi que de l’histoire de la franchise avec 21 points, 10 rebonds et autant de passes lors d’une victoire face aux Kings de Sacramento. C’est assez logiquement que Mike Miller est élu meilleur sixième homme de la ligue, loin devant Speedy Claxton et Jerry Stackhouse. Emmenés par un excellent Pau Gasol, les Grizzlies terminent à la 4e place à l’ouest, se qualifiant aisément pour les playoffs. Face aux Mavericks de Dallas, Mike Miller et ses coéquipiers espèrent enfin décrocher la première victoire en phase finale de l’histoire de la jeune franchise. Limité à 8,5 points par match, l’ancien gator ne peut néanmoins pas empêcher une nouvelle défaite en 4 manches sèches.

### Wizards de Washington (2009-2010)
En juin 2009, Miller et Randy Foye sont échangés contre Etan Thomas, Oleksiy Petcherov, Darius Songaila et le 5e choix de la Draft 2009 de la NBA aux Wizards de Washington.

### Heat de Miami (2010-2013)
En juillet 2010, Miller rejoint pour 5 ans et 25 millions de dollars le Heat de Miami pour compléter la franchise floridienne et ainsi rejoindre LeBron James, Dwyane Wade et Chris Bosh.
Le 21 juin 2012, après un match 5 où, malgré une blessure au dos qui l’empêche quasiment de courir, il marque 23 points (à 7/8 à 3 points) en 23 minutes et est le facteur X de ce match pour permettre au Heat de gagner son deuxième championnat NBA. Pour Miller, c'est la consécration, son premier titre avec un club qu'il a rejoint deux ans plus tôt.

### Grizzlies de Memphis (2013-2014)
Durant l'été 2013, il quitte Miami et retourne chez les Grizzlies de Memphis.

### Cavaliers de Cleveland (2014-2015)
Durant l'été 2014, il rejoint LeBron James avec qui il a joué au Heat de Miami pour les Cavaliers de Cleveland. Le 4 décembre 2014, à la suite d'un choc avec Carmelo Anthony des Knicks de New York, il est victime d'une commotion cérébrale. Le 29 juin 2015, il décide de ne pas activer sa clause de départ.
Le 26 juillet 2015, il est transféré, avec Brendan Haywood, aux Trail Blazers de Portland mais il fait vite savoir qu'il souhaite rompre son contrat.

## Clubs successifs
- 2000 - février 2003 :  Magic d'Orlando
- février 2003 - 2008 :  Grizzlies de Memphis

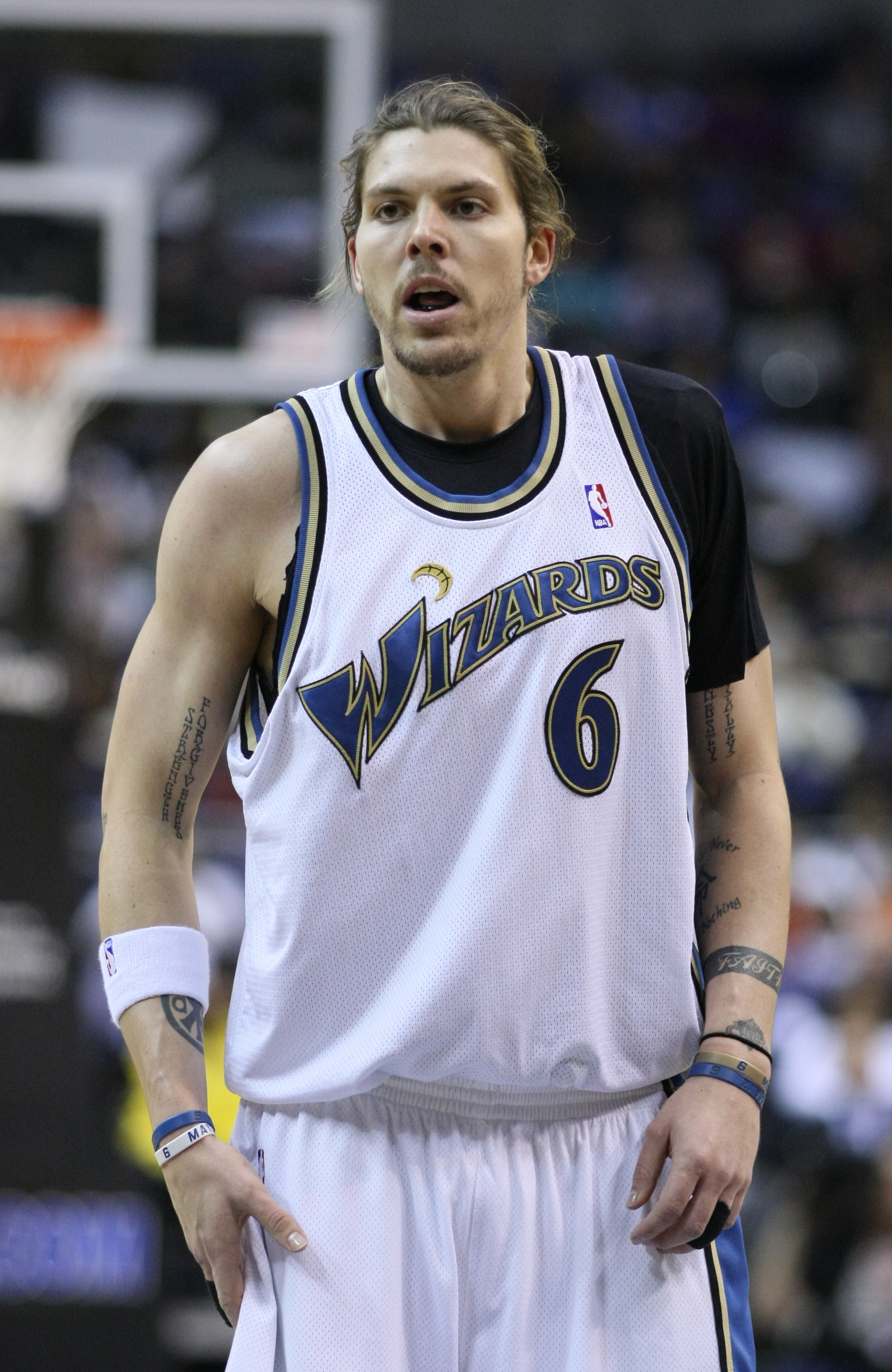
Mike Miller en novembre 2009.

- 2008 - 2009 :  Timberwolves du Minnesota
- 2009 - 2010 :  Wizards de Washington
- 2010 - 2013 :  Heat de Miami
- 2013 - 2014 :  Grizzlies de Memphis
- 2014 - 2015 :  Cavaliers de Cleveland
- 2015 - 2017 :  Nuggets de Denver

## Palmarès

### En franchise
- Champion NBA en 2012 et 2013 avec le Heat de Miami.
- Finales NBA en 2011 contre les Mavericks de Dallas avec le Heat de Miami.
- Champion de la Conférence Est de NBA en 2011, 2012 et 2013 avec le Heat de Miami.
- Champion de la Division Sud-Est en 2011, 2012 et 2013 avec le Heat de Miami.

### Distinctions personnelles
- NBA Rookie of the Year en 2001.
- NBA All-Rookie First Team en 2001.
- NBA Sixth Man of the Year en 2006.

## Statistiques

### Saison régulière NBA
| Champion NBA | Recrue/rookie de la saison | Sixième homme de l'année |

| Saison    | Équipe     | Matchs | Titul. | Min./m | % Tir | % 3pts | % LF | Rbds/m. | Pass/m. | Int/m. | Ctr/m. | Pts/m. |
| --------- | ---------- | ------ | ------ | ------ | ----- | ------ | ---- | ------- | ------- | ------ | ------ | ------ |
| 2000-2001 | Orlando    | 82     | 62     | 29.1   | 43.6  | 40.7   | 71.1 | 4.0     | 1.7     | 0.6    | 0.2    | 11.9   |
| 2001-2002 | Orlando    | 63     | 53     | 33.7   | 43.8  | 38.3   | 76.2 | 4.3     | 3.1     | 0.7    | 0.4    | 15.2   |
| 2002-2003 | Orlando    | 49     | 39     | 37.3   | 41.8  | 34.0   | 84.7 | 5.8     | 2.8     | 0.7    | 0.3    | 16.4   |
| 2002-2003 | Memphis    | 16     | 13     | 22.5   | 51.0  | 50.0   | 80.6 | 3.4     | 1.9     | 0.4    | 0.3    | 12.8   |
| 2003-2004 | Memphis    | 65     | 65     | 27.2   | 43.8  | 37.2   | 72.3 | 3.3     | 3.6     | 0.9    | 0.2    | 11.1   |
| 2004-2005 | Memphis    | 76     | 51     | 30.0   | 50.5  | 43.3   | 72.0 | 3.9     | 2.9     | 0.7    | 0.3    | 13.4   |
| 2005-2006 | Memphis    | 74     | 9      | 30.6   | 46.6  | 40.7   | 80.0 | 5.4     | 2.7     | 0.7    | 0.4    | 13.7   |
| 2006-2007 | Memphis    | 70     | 69     | 39.1   | 46.0  | 40.6   | 79.3 | 5.4     | 4.3     | 0.8    | 0.3    | 18.5   |
| 2007-2008 | Memphis    | 70     | 70     | 35.3   | 50.2  | 43.2   | 77.4 | 6.7     | 3.4     | 0.5    | 0.2    | 16.4   |
| 2008-2009 | Minnesota  | 73     | 47     | 32.3   | 48.2  | 37.8   | 73.2 | 6.6     | 4.5     | 0.4    | 0.4    | 9.9    |
| 2009-2010 | Washington | 54     | 50     | 33.4   | 50.1  | 48.0   | 82.4 | 6.2     | 3.9     | 0.7    | 0.2    | 10.9   |
| 2010-2011 | Miami      | 41     | 2      | 20.4   | 40.1  | 36.4   | 67.6 | 4.5     | 1.2     | 0.5    | 0.0    | 5.6    |
| 2011-2012 | Miami      | 39     | 2      | 19.3   | 43.5  | 45.3   | 40.0 | 3.3     | 1.1     | 0.4    | 0.2    | 6.1    |
| 2012-2013 | Miami      | 59     | 17     | 15.3   | 43.3  | 41.7   | 72.7 | 2.7     | 1.7     | 0.4    | 0.1    | 4.8    |
| 2013-2014 | Memphis    | 82     | 4      | 20.8   | 48.1  | 45.9   | 82.1 | 2.5     | 1.6     | 0.3    | 0.1    | 7.1    |
| 2014-2015 | Cleveland  | 52     | 15     | 13.5   | 32.5  | 32.7   | 75.0 | 1.8     | 0.9     | 0.3    | 0.1    | 2.1    |
| 2015-2016 | Denver     | 47     | 2      | 7.9    | 35.5  | 36.5   | -    | 1.1     | 0.9     | 0.3    | 0.1    | 1.3    |
| 2016-2017 | Denver     | 20     | 0      | 7.6    | 39.1  | 40.0   | 100  | 1.9     | 1.1     | 0.1    | 0.0    | 1.4    |
| Carrière  | Carrière   | 1 032  | 570    | 26.9   | 45.9  | 40.7   | 76.9 | 4.2     | 2.6     | 0.6    | 0.2    | 10.6   |

### Playoffs NBA
| Champion NBA |

| Saison   | Équipe    | Matchs | Titul. | Min./m | % Tir | % 3pts | % LF | Rbds/m. | Pass/m. | Int/m. | Ctr/m. | Pts/m. |
| -------- | --------- | ------ | ------ | ------ | ----- | ------ | ---- | ------- | ------- | ------ | ------ | ------ |
| 2001     | Orlando   | 4      | 4      | 28.0   | 39.6  | 38.9   | 75.0 | 4.5     | 1.8     | 0.0    | 0.8    | 12.0   |
| 2002     | Orlando   | 4      | 1      | 18.0   | 33.3  | 12.5   | 100  | 1.3     | 1.3     | 1.0    | 0.0    | 4.8    |
| 2004     | Memphis   | 4      | 4      | 24.5   | 35.3  | 38.5   | 33.3 | 3.0     | 0.8     | 1.3    | 0.0    | 7.5    |
| 2005     | Memphis   | 4      | 4      | 27.5   | 48.6  | 47.1   | 100  | 2.5     | 2.8     | 0.0    | 0.8    | 12.0   |
| 2006     | Memphis   | 4      | 1      | 26.8   | 40.0  | 12.5   | 100  | 3.8     | 1.8     | 0.5    | 0.5    | 8.5    |
| 2011     | Miami     | 18     | 0      | 11.9   | 34.0  | 29.7   | -    | 2.7     | 0.7     | 0.4    | 0.1    | 2.6    |
| 2012     | Miami     | 23     | 0      | 16.0   | 40.4  | 41.3   | 81.8 | 2.5     | 0.7     | 0.4    | 0.1    | 5.2    |
| 2013     | Miami     | 17     | 5      | 13.6   | 46.7  | 44.4   | -    | 1.9     | 0.9     | 0.5    | 0.1    | 3.4    |
| 2014     | Memphis   | 7      | 1      | 24.7   | 35.7  | 48.3   | 77.8 | 3.7     | 1.3     | 0.9    | 0.0    | 7.3    |
| 2015     | Cleveland | 9      | 1      | 7.2    | 60.0  | 60.0   | -    | 1.1     | 0.0     | 0.1    | 0.1    | 1.0    |
| Carrière | Carrière  | 94     | 21     | 16.5   | 39.9  | 39.4   | 84.1 | 2.5     | 0.9     | 0.4    | 0.1    | 4.9    |

## Records sur une rencontre en NBA
Les records personnels de Mike Miller en NBA sont les suivants, :
| Type de statistique        | Saison régulière | Saison régulière           | Saison régulière | Playoffs | Playoffs                | Playoffs      |
| Type de statistique        | Record           | Adversaire                 | Date             | Record   | Adversaire              | Date          |
| -------------------------- | ---------------- | -------------------------- | ---------------- | -------- | ----------------------- | ------------- |
| Points                     | 45               | @ Warriors de Golden State | 21 février 2007  | 23       | Thunder d'Oklahoma City | 21 juin 2012  |
| Paniers marqués            | 16               | @ Warriors de Golden State | 21 février 2007  | 9        | Bucks de Milwaukee      | 1er mai 2001  |
| Paniers tentés             | 27               | @ Warriors de Golden State | 21 février 2007  | 18       | Bucks de Milwaukee      | 1er mai 2001  |
| Paniers à 3 points réussis | 9                | 2 fois                     | 2 fois           | 7        | Thunder d'Oklahoma City | 21 juin 2012  |
| Paniers à 3 points tentés  | 17               | @ Warriors de Golden State | 21 février 2007  | 9        | Knicks de New York      | 28 avril 2012 |
| Lancers francs réussis     | 12               | Heat de Miami              | 6 janvier 2008   | 5        | @ Mavericks de Dallas   | 25 avril 2006 |
| Lancers francs tentés      | 13               | Heat de Miami              | 6 janvier 2008   | 5        | @ Mavericks de Dallas   | 25 avril 2006 |
| Rebonds offensifs          | 5                | 2 fois                     | 2 fois           | 3        | @ Bulls de Chicago      | 26 mai 2011   |
| Rebonds défensifs          | 16               | Heat de Miami              | 24 novembre 2002 | 8        | Bulls de Chicago        | 24 mai 2011   |
| Rebonds totaux             | 19               | Heat de Miami              | 24 novembre 2002 | 9        | Bulls de Chicago        | 24 mai 2011   |
| Passes décisives           | 14               | 2 fois                     | 2 fois           | 5        | 2 fois                  | 2 fois        |
| Interceptions              | 4                | 3 fois                     | 3 fois           | 3        | 3 fois                  | 3 fois        |
| Contres                    | 3                | 2 fois                     | 2 fois           | 2        | 3 fois                  | 3 fois        |
| Balles perdues             | 8                | @ Raptors de Toronto       | 20 février 2010  | 3        | 3 fois                  | 3 fois        |
| Minutes jouées             | 53               | SuperSonics de Seattle     | 18 décembre 2006 | 40       | Hornets de Charlotte    | 30 avril 2002 |

- Double-double : 47
- Triple-double : 1

## Pour approfondir
- Liste des joueurs en NBA ayant joué plus de 1 000 matchs en carrière.
- Liste des meilleurs marqueurs à trois points en NBA en carrière.